# Athene (sova)
Athene je rod  sov, ki pripadajo družini pravih sov (Strigidae). Vsebujejo 2-4 živeče vrste majhnih sov. So majhne, rjave z belimi pikami, rumenimi očmi in belimi obrvmi. Najdemo jih na vseh kontinentih, razen Antarktike, Avstralije in podsaharski  Afriki.

## Vrste
- Athene brama, bramanski čuk
- Athene noctua, navadni čuk
- Athene blewitti, gozdni čuk - včasih jo uvrščajo v Heteroglaux
- Athene cunicularia, kunčji čuk - včasih ga uvrščajo v Speotyto
  - Athene cunicularia amaura - izumrla (c.1905)
  - Athene cunicularia guadeloupensis - izumrla (c.1890)

## Fosilne vrste
Večje število večinoma otoških predstavnikov tega roda je poznana le po fosilnih ostankih:
- Athene megalopeza (fosil; pozni pleistocen, WC ZDA) - včasih uvrščena v Speotyto
- Athene veta (fosil; zgodnji pleistoce, Rebielice, Poljska)
- Athene angelis (fosil; srednji - pozni pleistocen, Castiglione, Korzika)
- Athene trinacriae (Pleistocene)
- Athene cf. cunicularia (fosil; pleistocen, Barbuda, Karibi) - včasih uvrščena v  Speotyto
- Athene cf. cunicularia (fosil; pleistocen, Kajmanji otoki, Karibi) - sometimes placed in Speotyto
- Athene cf. cunicularia (fosil; pleistocen, Jamajka, Karibi) - včasih uvrščena v Speotyto
- Athene cf. cunicularia (fosil; pleistocen, Mona Island, Karibi) - včasih uvrščena v  Speotyto
- Athene cf. cunicularia (fosil; pleistocen, Puerto Rico, Karibi) - včasih uvrščena v  Speotyto
- Athene cretensis (prazgodovinski; Kreta, Sredozemlje)

Athene cretensis (kretski čuk/sova) ni letala ali pa zelo malo in je bila visoka več kot 50 cm. Izumrla je kmalu potem, ko so Kreto poselili ljudje.
Fosilne  ostanke iz Rudabánya  (severovzhodna Madžarska) iz poznega miocena (približno pred 11 milijoni let) so pogojno dodelili temu rodu.